# Valle del río Cañamares
Valle del río Cañamares este o arie protejată (arie specială de conservare — SAC, sit de importanță comunitară — SCI) din Spania întinsă pe o suprafață de 1.873,2 ha, integral pe uscat.

## Localizare
Centrul sitului Valle del río Cañamares este situat la coordonatele 41°02′05″N 2°56′37″W / 41.0347°N 2.9437°V.

## Înființare
Situl Valle del río Cañamares a fost declarat sit de importanță comunitară în decembrie 1997 pentru a proteja 12 specii de animale. Situl a fost protejat și ca arie specială de conservare în august 2015.

## Biodiversitate
Situată în ecoregiunea mediteraneană, aria protejată conține 13 habitate naturale: Pajiști umede mediteraneene cu ierburi înalte de Molinio-Holoschoenion, Pseudostepă cu ierburi și specii anuale de Thero-Brachypodietea, Pante stâncoase calcaroase cu vegetație casmofită, Păduri termofile cu Fraxinus angustifolia, Vegetație gipsofilă iberică (Gypsophiletalia), Păduri iberice de Quercus faginea și Quercus canariensis, Galerii de Salix alba și de Populus alba, Tufărișuri termo-mediteraneene și de pre-deșert, Păduri de Quercus ilex și Quercus rotundifolia, Peșteri inaccesibile publicului, Pajiști carstice calcaroase sau bazofile, de Alysso-Sedion albi, Matorral arborescenți cu Juniperus spp., Grohotișuri termofile și vest-mediteraneene.
La baza desemnării sitului se află mai multe specii protejate:
- păsări (11): acvilă de munte (Aquila chrysaetos), mierla de apă (Cinclus cinclus), șoim călător (Falco peregrinus), Galerida theklae, vulturul pleșuv sur (Gyps fulvus), ciocârlie de pădure (Lullula arborea), vultur egiptean (Neophron percnopterus), Oenanthe leucura, Pyrrhocorax pyrrhocorax, turturică (Streptopelia turtur), silvie de tufiș (Sylvia undata)
- mamifere (1): vidră de râu (Lutra lutra)

Pe lângă speciile protejate, pe teritoriul sitului au mai fost identificate 9 specii de plante, 4 specii de păsări, 1 specie de nevertebrate.